# 严锋 (复旦大学教授)

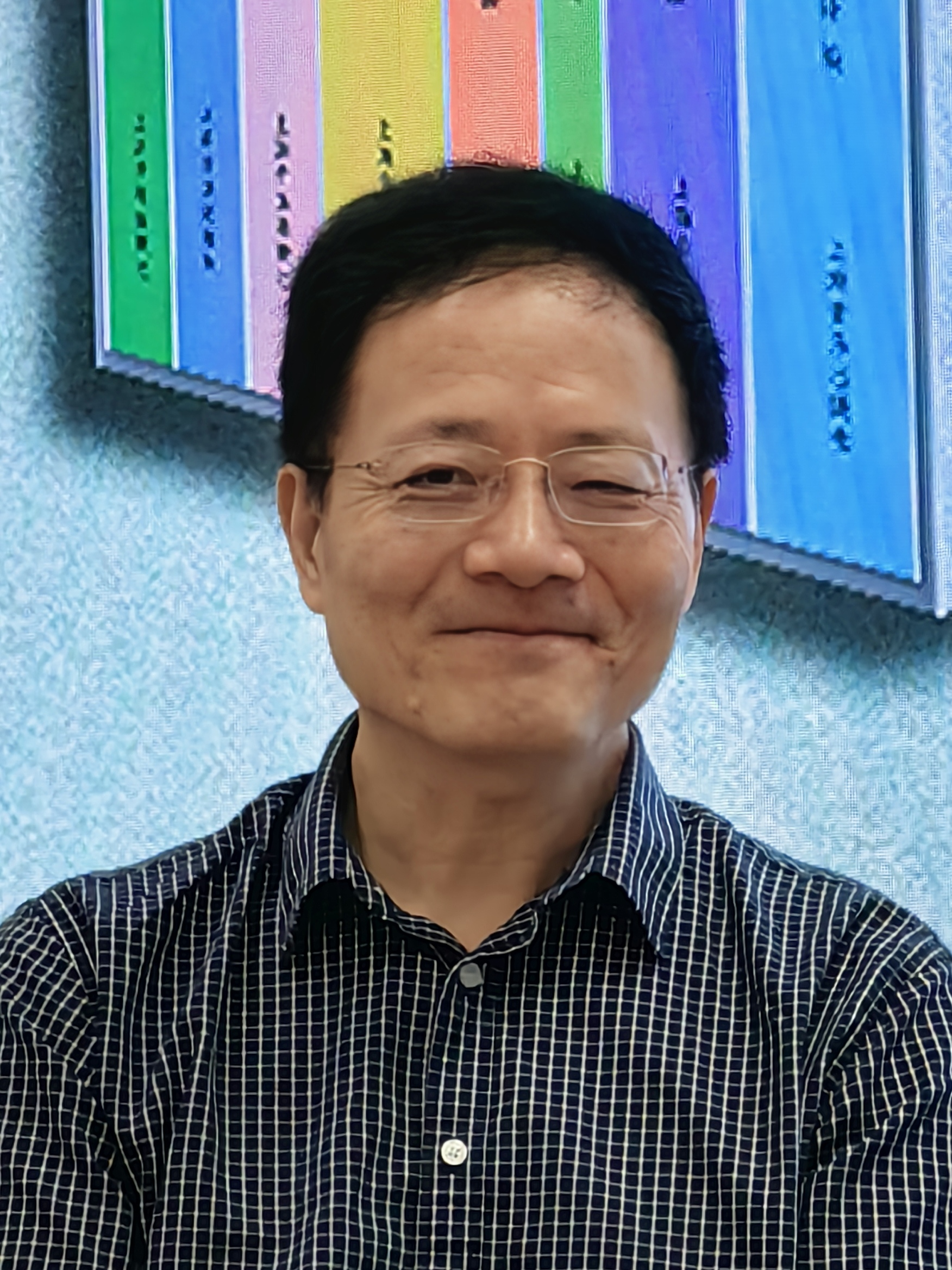
严锋在上海图书馆的新书分享会

严锋（1964年—），江苏南通石港镇人，复旦大学中国语言文学系教授、科学杂志《新发现》主编。游戏与文化研究学者。

## 生平
严锋的祖父是嚴春陽。1982年，严锋考入复旦大学中文系。1986年随贾植芳教授攻读比较文学专业硕士学位。1991年随贾植芳教授攻读中国现当代文学专业博士学位，专业研究方向为20世纪中外文学关系史。1994年复旦大学中文系任教。1997年赴挪威奥斯陆大学随汉学家何莫邪教授学习工作。1998年—2000年任日本东京大学东亚文化研究所副教授。2003年任芝加哥大学东亚系客座教授。2004年为哈佛大学燕京学者。2010年任加州大学戴维斯分校客座教授。

## 网络意见领袖
严锋也是微博活跃的意见领袖，拥有超过500万粉丝，获选2024微博年度新知博主。2022年4月2日，世界自闭症日，严锋在微博上公布了“自己是一个自闭症孩子的父亲”，认为对于自闭症孩子没有支持的普校融合是强行融合，结果很可怕。2025年1月13日开始小红书出现Tiktok难民涌入的情况，严锋有关核战争的发言被认为属于不恰当。 之后其微博账号被禁言。 解禁后他于2月5日发表了一篇微博对之前的发言进行解释，称其是爱国的，本意和核战争无关，只是借用了《百年孤独》中的“梗”，但是被误解。

## 著作

### 专著
- 《现代话语》，山东友谊出版社1997-05。ISBN 9787805519487

### 作品集
- 《雕虫缀网录》，广东教育出版社2004-04。ISBN 9787540653446
- 《和而不同》，岳麓书社2005-03。ISBN 9787806655603
- 《感官的盛宴》，上海书店出版社2007-01。ISBN 9787806786574
- 《瘾的世纪》，上海人民出版社2018-9。ISBN 9787208152335